# Însemnătatea presei
Însemnătatea presei este o operă literară scrisă de Ion Luca Caragiale. 